# Mirakel van Amersfoort

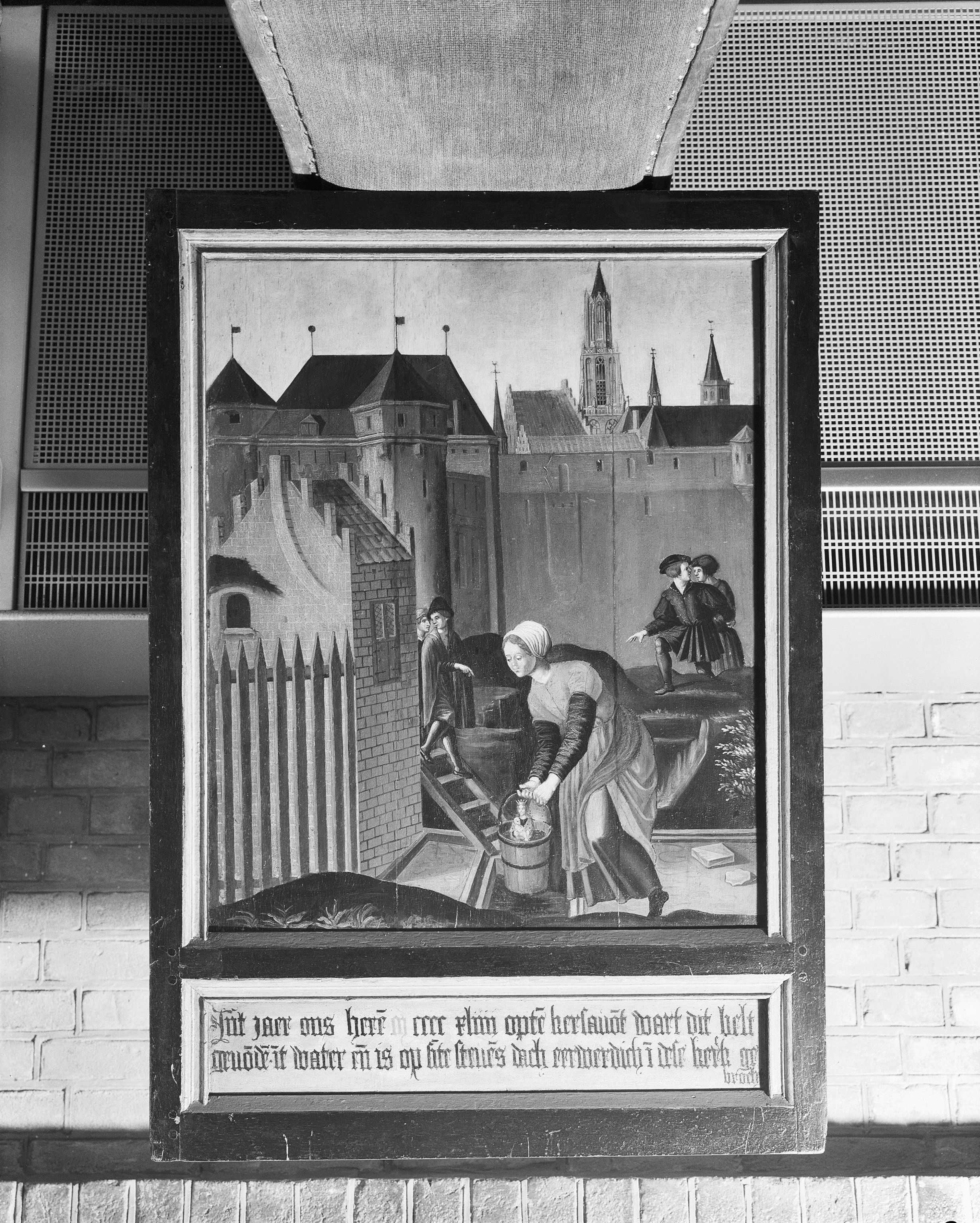
Schilderij uit ca. 1525 van de vondst van het Mariabeeldje.

Het Mirakel van Amersfoort, ook aangeduid met Onze Lieve Vrouwe van Amersfoort of Onze Lieve Vrouwe ter Eem, verwijst naar de vondst van een Mariabeeldje in 1444 in Amersfoort en naar een groot aantal wonderen in de 15e en 16e eeuw die met het beeldje verband houden. Door de vondst van het Mariabeeldje groeide Amersfoort uit tot een groot bedevaartsoord. Dankzij de opbrengsten van de pelgrims is de Onze-Lieve-Vrouwetoren gebouwd.

## Vondst van het Mariabeeldje
In 1444 was Geertje Arends onderweg van Nijkerk naar Amersfoort om daar in te treden in het Sint-Agnietenklooster. Ze had een pijpaarden Mariabeeldje bij zich, maar omdat ze het te lelijk vond voor het klooster, gooide ze het in de buitengracht (tegenwoordig Scheltussingel). 
Het beeldje werd enkele dagen later gevonden door de dienstmeid Margriet Albert Gijsen in de gracht onder het ijs, nabij de (nu niet meer bestaande) Kamperbuitenpoort. Het was bijna Kerstmis en zij had driemaal een visioen gehad waarin haar werd verteld naar die plaats te gaan. Een gedenksteen in de oude stadsmuur markeert de plek. Ze plaatste het beeldje bij haar thuis en stak een kaars aan, die driemaal langer brandde dan verwacht. Haar biechtvader bracht het beeldje vervolgens naar de Onze-Lieve-Vrouwekapel.

## Pelgrimage

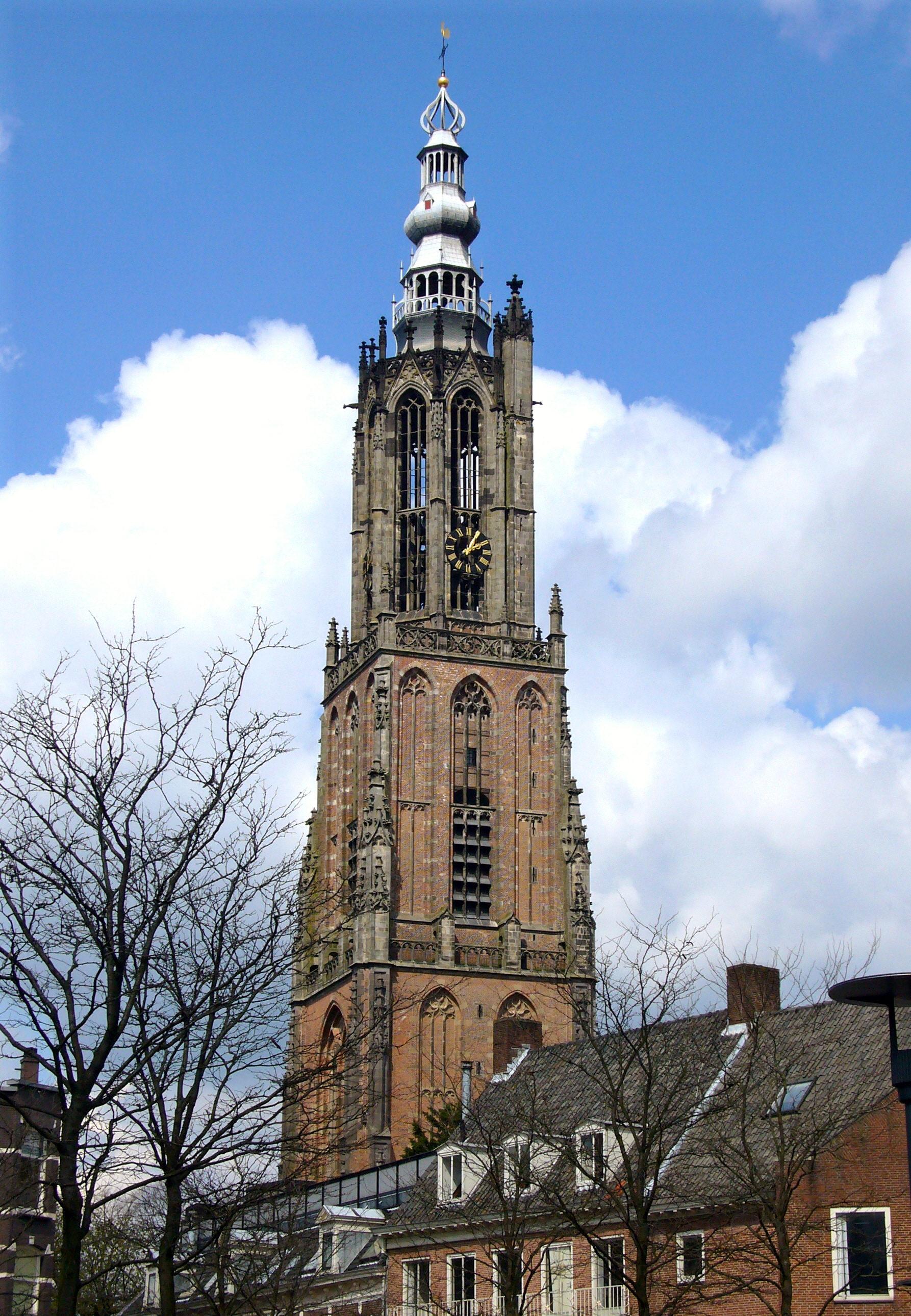
De Onze-Lieve-Vrouwetoren werd gebouwd dankzij de opbrengsten van de pelgrims. Rechts van de spits is het zijtorentje zichtbaar.

Al snel na de vondst van het beeldje kwamen pelgrims bij duizenden naar Amersfoort en werd de stad bekend tot buiten onze landsgrenzen. Waarschijnlijk werd de stad in die tijd het belangrijkste Nederlandse bedevaartsoord boven de rivieren. In de loop van een eeuw werd een groot aantal wonderen toegeschreven aan het beeldje. In het zogenaamde Mirakelboek, waarvan twee 16e-eeuwse kopieën bewaard zijn gebleven, zijn ca. 550 wonderen opgetekend.
Vlak na de vondst, omstreeks 1460, werd voor het Mirakel een nieuwe bedevaartskerk gebouwd, de Onze-Lieve-Vrouwekerk. Uit archeologische opgravingen is gebleken dat het koor van de nieuwe kerk werd gevormd door de bestaande Onze-Lieve-Vrouwekapel. De kerk kwam na de Reformatie in 1579 in handen van de gereformeerden. Later werd de kerk o.a. gebruikt als munitieopslagplaats en in 1787 is hij ingestort als gevolg van een explosie. Dankzij de opbrengsten van de bedevaart is men, waarschijnlijk kort na 1444, begonnen met de bouw van een toren, die af was in 1470. Deze Onze-Lieve-Vrouwetoren werd apart van de kerk gebouwd en bleef bewaard bij de explosie die de kerk verwoestte. Naast de spits bevindt zich een klein zijtorentje, samen verbeelden ze Maria en kind.

## Vrouwevaart

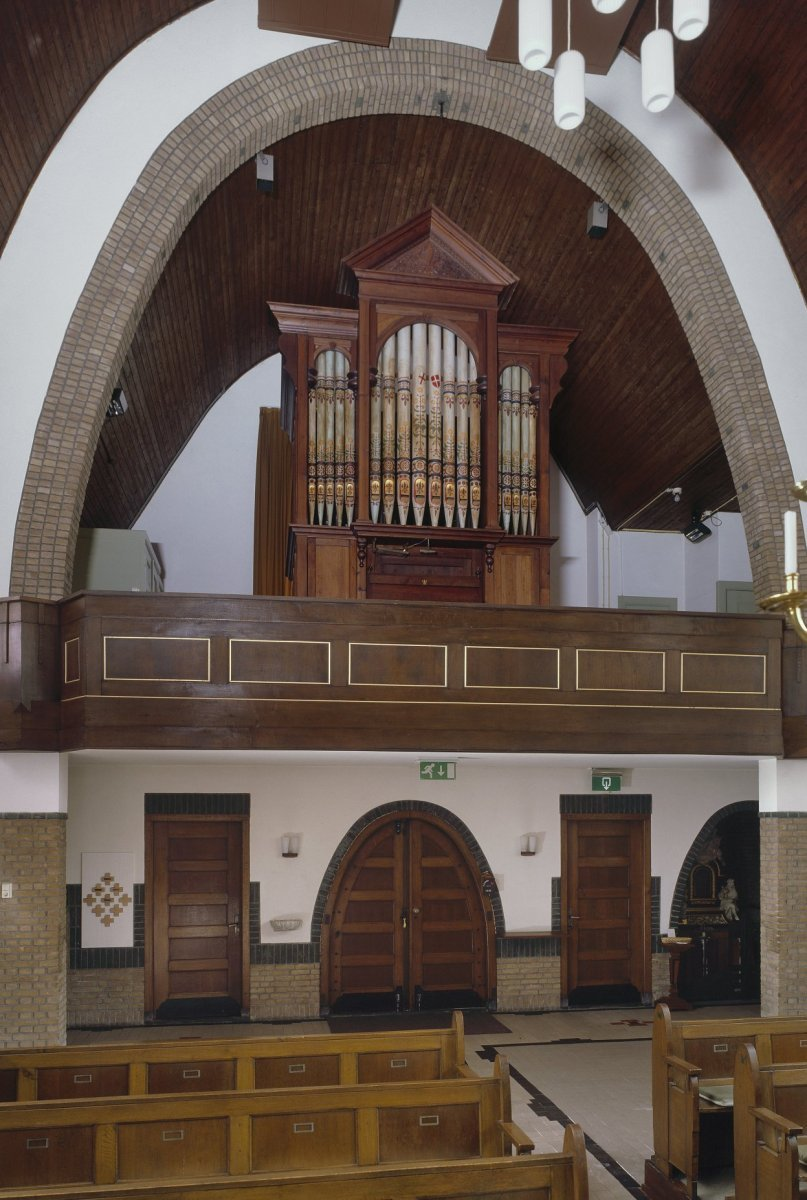
Interieur Sint Joris op 't Zand. Rechtsonder is de nis zichtbaar, waarin de schrijn met de resten van het Mariabeeldje zich bevindt.

De pelgrims kwamen het hele jaar door naar Amersfoort, maar met name op de zondag voor Pinksteren, de Vrouwevaartsdag. Op die dag werd vanaf 1446 een grote processie gehouden, de Vrouwevaart. Tijdens de Reformatie ging de Vrouwevaart door, zij het in verminderde vorm. Dit was mogelijk dankzij steun van het stadsbestuur. De staatsgreep van Maurits van Oranje in 1618 maakte hieraan een einde en na 1630 nam het aantal pelgrims snel af. De locatie van het beeldje is vanaf de Reformatie lange tijd onduidelijk. In 1673 werd het geplaatst in de Sint-Joriskerk, vanaf de Reformatie protestants maar op dat moment tijdelijk weer katholiek. In dat jaar is ook weer een processie gehouden. 
In 1693 werd het oude weeshuis aan 't Zand door pastoor Cornelius Steenoven, de latere Oud-Katholieke aartsbisschop van Utrecht, verbouwd tot schuilkerk. Hier kreeg het beeldje een plaats achter in de kerk in een schrijn opgehangen aan de muur achter in de kerk. Deze kerk is in 1928 vervangen door nieuwbouw, de huidige Oud-Katholieke kerk Sint Joris op 't Zand. Het beeldje is tegenwoordig helemaal tot gruis vergaan, de resten worden nog steeds in de kerk bewaard. Naast de resten hangt een anoniem schilderij uit ca. 1525 met een voorstelling van de vondst van het beeldje.
Rond 1700 was er weer een toeloop van buiten de stad naar de Vrouwevaart, maar vanwege geschillen werd die begin 18e eeuw onmogelijk gemaakt.
In 1933 werd door de rooms-katholieke parochie Onze Lieve Vrouw ten Hemelopneming (de Elleboogkerk) het Onze Lieve Vrouwegilde opgericht, dat de Vrouwevaart in ere herstelde. Hiervoor kreeg men in 1938 een vervangend middeleeuws Mariabeeldje in bruikleen. Tot in de jaren zestig liep men in de nacht van zaterdag en zondag, een week voor Pinksteren, een stille omgang langs de historische route, die ongeveer anderhalf uur duurde. Voor de oorlog kwamen er wel 600 mensen uit Amersfoort en omgeving. Begin jaren zestig liep de interesse terug. Met de sluiting van de Elleboogkerk verhuisde het vervangende beeldje naar de Sint-Franciscus-Xaveriuskerk. 
In de loop van de jaren zeventig en tachtig ontstaat er opnieuw een Vrouwevaert. Tegenwoordig wordt jaarlijks vanuit de Oud-Katholieke H. Georgiuskerk (St. Joris op 't Zand) én de Sint-Franciscus-Xaveriuskerk een Vrouwevaert georganiseerd. In 2011 was er een tentoonstelling over het Mirakel van Amersfoort in Museum Flehite.

## Hostiewonder
Naast het bekende mirakel uit 1444 is er ook nog een veel minder bekend wonder. Een eeuw eerder, in 1340, woedde in de nacht van Witte Donderdag op Goede Vrijdag een hevige brand waarbij een groot deel van Amersfoort werd getroffen. Tijdens de brand werd een geconsacreerde hostie uit de Sint-Joriskerk gered. De hostie werd bewaard, samen met twee relieken: een deel van het kruis en een doorn of twijg uit de doornenkroon.  
Na de wonderbare redding van de hostie werd jaarlijks een processie gehouden, waarin de hostie en de relieken werden meegevoerd. Met name tijdens het eind van de 14e en het begin van de 15e eeuw trok dit veel mensen. Daarna werd dit steeds meer een lokale gebeurtenis en niet veel later werd het volledig voorbijgestreefd door het mirakel van 1444 en de Vrouwevaart.

## Vernoeming
- De in 2010 door fusie ontstane rooms-katholieke Parochie Onze Lieve Vrouw van Amersfoort, alsmede haar parochieblad Mirakel.